# Zygoclistron nasicum
Zygoclistron nasicum är en insektsart som först beskrevs av Gerstaecker 1873.  Zygoclistron nasicum ingår i släktet Zygoclistron och familjen gräshoppor. Inga underarter finns listade i Catalogue of Life.